# Verandah (Floride)
Verandah est une census-designated place du comté de Lee, dans l'État de Floride, aux États-Unis. En 2020, elle compte une population de 1 791 habitants.